# 니콜라우스쥐
니콜라우스쥐(Megadendromus nikolausi)는 붉은숲쥐과에 속하는 설치류의 일종이다. 니콜라우스쥐속(Megadendromus)의 유일종이다. 에티오피아에서만 발견된다. 자연 서식지는 아열대 또는 열대 기후의 고지대 관목 지역이다. 서식지 감소로 위협을 받고 있다.